# Анри Дулсе
Анри Дулсе е никополски епископ в края на XIX и началото на XX век.

## Биография
Анри Дулсе е роден в Париж на 27 април 1857 г. Учи в семинария от 1882 г. до 1885 г. Ръкоположен е за свещеник през 1885 г. Три години по-късно е приет в Конгрегацията на пасионистите.
Анри Дулсе е в България от 1889 г. и служи като епископски секретар. Той поема временното управление на епархията, а на 24 февруари 1895 г. е ръкоположен за епископ. От 1901 до 1909 г. негов помощен епископ (коадютор) е сънародникът му Яков Роасан. След като той напуска епархията, коадюторската длъжност е поверена на германеца Леополд фон Баумбах, бивш протестант.
Епископ Дулсе проумява, че противоречията между католиците в Белене са непреодолими и затова решава да остави вече съществуващия храм „Свети Богородица“ на малцинството, бунтуващо се срещу чужденците, и да учреди нова енория за останалите, които се интересуват от качествата, а не от националността на духовенството. Така се ражда енорията „Свети Антоний Падуански“ с първи свещеник поляка с немско поданство Вилибалд Чок. Неговият славянски произход не умилостивява противниците на епархийската власт и на 2 април 1898 г. срещу енорийския свещеник е извършен опит за убийство. Револверният изстрел в Белене не поразява целта, но отеква шумно в международните отношения, като предизвиква истински дипломатически скандал. С нота от 7 април германското генерално консулство много остро и категорично поставя пред българското правителство въпроса за издирване и наказване на виновниците, а после на няколко пъти се интересува от хода на възбуденото по този повод в Свищовския окръжен съд дело. Делото обаче е прекратено поради невъзможността или по-скоро нежеланието на властите да разкрият извършителите на престъплението.
През 1912 г. – след 17-годишно управление, белязано с остри стълкновения и грозни скандали – епископ Анри Дулсе подава оставка, напуска епархията и се връща в родината си. При неговото управление, поводите за конфликти в общността са преодолени. Утвърдени са и някои наистина значими промени, например – въздържането от прозелитизъм.
Починал е на 27 юли 1916 г. в предградието Палезо в Париж.